# Paperino floricultore
Paperino floricultore (Fearsome Flowers) è una storia a fumetti realizzata da Carl Barks nel 1956 e pubblicata negli Stati Uniti d'America sul numero 214 dell'albo Walt Disney's Comics and Stories  del luglio 1958; in Italia viene pubblicata per la prima volta sul n. 222 di Topolino del 10 novembre 1959.

## Trama
Dopo aver fatto una pessima figura davanti ai nipotini, dimostrando di non conoscere nemmeno un tipo di fiore, Paperino decide di rimediare all'accaduto e dopo essersi ampiamente documentato inizia a darsi all'hobby della floricultura. Dopo aver scoperto che lo zio ha utilizzato tutti i loro giochi come vasi per fiori, i tre nipotini decidono di trovare un modo per far passare allo zio questa nuova passione e, dopo aver acquistato delle mostruose piante carnivore, le disseminano per tutta casa. Appena Paperino fa ritorno a casa, le piante lo assalgono per divorarlo e sarà salvato solo grazie all'intervento dei nipoti. Paperino decide di abbandonare la floricultura, ma anche di non aiutare mai più i nipoti nei loro compiti.

## Storia editoriale
La storia fu consegnata da Barks all'editore il 15 marzo 1956 ma, in seguito a varie necessità redazionali, sarà pubblicata solo due anni dopo.

### Altre pubblicazioni italiane
- Albi della Rosa n. 456 (4/8/1963)
- Complete Carl Barks n. 20 (1980)
- Paperino n. 32A (9/1986)
- Zio Paperone n. 55 (4/1994)
- Super Disney n. 16 (4/2000)
- La grande dinastia dei paperi n. 15 (5/5/2008)

## Impatto culturale
La grossa pianta carnivora che minaccia Paperino fu in parte fonte di ispirazione per Roger Corman per la realizzazione della mostruosa pianta carnivora del film La piccola bottega degli orrori.